# Ambrus Tamás (vízilabdázó)
Ambrus Tamás (Budapest, 1964. június 27. – 2015. április 16.) vízilabdázó, kapus, edző, szakvezető. Ambrus Miklós olimpiai bajnok vízilabdakapus fia.

## Pályafutása
Sportolói karrierjének első húsz évében a Ferencvárosi Torna Club vízilabda csapatának kapuját védte. Kétszer nyert magyar bajnokságot az FTC csapatával: 1988-ban és 1990-ben. Ez idő alatt többszörös magyar válogatott kerettag volt. Részt vett az 1986-os, Madridban rendezett világbajnokságon és az 1985-ös szófiai Európa-bajnokságon.
2014-től Ambrus Tamás kórházban feküdt, egy súlyos betegséggel, agyi limfómával kezelték. Hosszan tartó betegséget követően 2015. április 16-án halt meg. A budapesti Farkasréti temetőben nyugszik.

## Eredményei
- Magyar bajnokság
  - aranyérmes: 1988, 1990
- Magyar kupa
  - győztes: 1995
- Világbajnokság
  - kilencedik: 1986
- Európa-bajnokság
  - ötödik: 1985
- junior Európa-bajnokság
  - negyedik: 1984
  - hatodik: 1982

## Edzői és szakvezetői tevékenysége
- 2000 - 2004 NGM Mobile Firenze (Olaszország), edző[7]
- 2004 - 2010 Pécsi Vízmű-PVSK-Fűszért, vezetőedző, szakvezető[8][9]
- 2010 - 2013 Ferencvárosi Torna Club, vezetőedző[10][11]
- 2013 - 2014 Ferencvárosi Torna Club, vízilabda szakosztályelnök
- 2000 - A strandvízilabda sportág magyarországi meghonosítója, főszervezője, népszerűsítője.[12][13]